# Linh lăng gai
Linh lăng gai (danh pháp hai phần: Medicago murex) là một loài thực vật trong chi Medicago. Nó được tìm thấy ở khắp khu vực bồn địa Địa Trung Hải. Nó tạo ra quan hệ cộng sinh với vi khuẩn Sinorhizobium medicae, loài có khả năng cố định đạm.